# Hyrcanogobius bergi
Hyrcanogobius bergi е вид лъчеперка от семейство Попчеви (Gobiidae), единствен представител на род Hyrcanogobius.

## Разпространение
Видът е ендемичен за Каспийско море, където се среща в сладки и морски води по крайбрежието.

## Описание
Този вид достига на дължина до 3,6 см.